# Niciun scoțian adevărat
Niciun scoțian adevărat (engleză No true Scotsman) este un termen creat de filosoful britanic Antony Flew în cartea Thinking About Thinking. Se referă la un argument prezentat sub următoarea formă:
Argument: Niciun scoțian nu-și pune zahăr în orezul cu lapte.
Răspuns: Dar unchiului meu Angus (care e scoțian) îi place să-și pună zahăr în orezul cu lapte.
Contraargument: A da, dar niciun scoțian adevărat nu-și pune zahăr în orezul cu lapte.
Această formă de contra-argument este o eroare logică informală dacă predicatul ("a pune zahăr în orezul cu lapte") de fapt nu este în contradicție cu definiția acceptată a subiectului (a "scoțianului" în cazul nostru), sau dacă definiția subiectului este modificată în mod tacit pentru a face contra-argumentul valid.

## Exemple
Acestă formă de eroare logică este întâlnită în argumentele de genul "niciun creștin adevărat" nu ar face un asemenea lucru, deoarece termenul "creștin" este folosit de multă și variată lume. Termenul creștin are un înțeles atât de larg încât nu are sens să fie folosit pentru a descrie o anume proprietate sau un anume tip de comportament.
Dacă nu există o definiție acceptată a subiectului, atunci definiția trebuie înțeleasă în context sau stabilită înainte de a fi folosită în argument.
E foarte frecventă și în politică, atunci când unii îi critică pe colegii lor ca nefiind adevărați comuniști, liberali, democrați etc. din cauză că ocazional nu se cade de acord asupra unei acțiuni de urmat.
Vine și în multe alte forme – spre exemplu de multe ori este argumentat că "nicio persoana decentă" nu ar susține moartea prin spânzurare, uitatul la filme pentru adulți, fumatul în public etc. Vorbitorul în aceste cazuri nu-și dă seama că de fapt constrânge redefinirea a ceea ce înseamnă "persoană decentă" pentru a include sau exclude ceea ce vrea și NU folosește ceea ce deja este acceptat ca semnificație a frazei.
Argumentul schimbă/mută discuția despre spânzurare/pornografie/fumat și încearcă să facă să pară că toți cei care nu sunt de acord cu vorbitorul de fapt argumentează pentru indecență.